# Moezeddin Seyed Rezaei
Moezeddin Seyed Rezaei Khormizi (* 27. Mai 1979) ist ein ehemaliger iranischer Radrennfahrer.
Moezeddin Seyed Rezaei gewann 2006 eine Etappe bei der Milad De Nour Tour und erzielte bei der Kerman Tour vordere Platzierungen. Seit 2007 fährt er für das iranische Continental Team Azad University Giant. In seiner ersten Saison dort entschied Seyed Rezaei eine Etappe bei der Kerman Tour und eine bei der Aserbaidschan-Rundfahrt für sich. Außerdem wurde er zweimal Etappendritter bei der Tour of Milad du Nour.

## Erfolge
2006
- eine Etappe Tour of Milad du Nour

2007
- eine Etappe Kerman Tour
- eine Etappe Aserbaidschan-Rundfahrt

## Teams
- 2007 Islamic Azad Univercity
- 2008 Islamic Azad Univercity
- 2010 Vali ASR Kerman Team
- 2011 Vali ASR Kerman
- 2014 Pishgaman Yazd